# Valle Latina

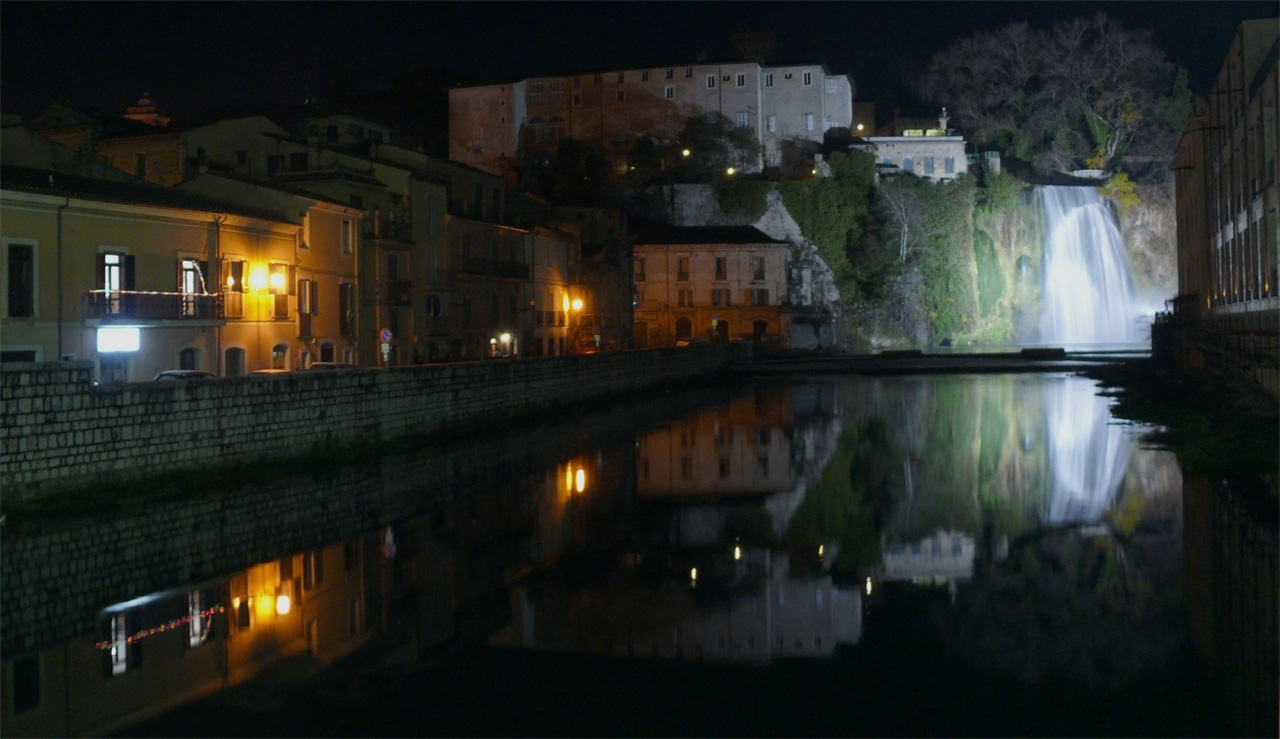
Isola del Liri, Valle Latina

Valle Latina – region geograficzny i historyczny we Włoszech, położony na południe od Rzymu aż do Cassino.
Valle Latina jest odpowiednikiem wschodniego obszaru starożytnego Latium Romanum. Płyną tam rzeki Liri i Sacco. Największe miasta w niej położone to Frosinone, Cassino, Sora, Anagni, Alatri. W średniowieczu znajdowała się pomiędzy Państwem Kościelnym i Królestwem Neapolu. Obecnie jest częścią regionu Lacjum.